# Жусупова, Казына
Казына́ Жусупова (1938, Джалагашский район, Кзыл-Ординская область, Казахская ССР — 29 января 2009, Жалагашский район, Кызылординская область, Казахстан) — звеньевая совхоза «Аккумский» Джалагашского района Кзыл-Ординской области, Казахская ССР. Герой Социалистического Труда (1972). Депутат Верховного Совета СССР 8-го созыва.

## Биография
Родилась в 1938 году в крестьянской семье в одном из сельских населённых пунктов Джалагашского района. После окончания местной средней школы с 1955 года трудилась рядовой колхозницей в колхозе имени 40 лет Казахской ССР Джалагашского района с усадьбой в селе Аккум. После реорганизации колхоза в совхоз «Аккумский» была назначена звеньевой рисоводческого звена.
Звено под её руководством ежегодно показывало высокие трудовые результаты в рисоводстве и неоднократно занимало передовые позиции в социалистическом соревновании среди рисоводов Джалагашского района. По итогам работы в годы Восьмой пятилетки (1966—1970) была награждена Орденом Трудового Красного Знамени.
Указом Президиума Верховного Совета СССР «О присвоении звания Героя Социалистического Труда передовикам сельского хозяйства Казахской ССР» от 13 декабря 1972 года удостоена звания Героя Социалистического Труда за «большие успехи, достигнутые в увеличении производства и продажи государству зерна, сахарной свёклы, хлопка и других продуктов земледелия, и проявленную трудовую доблесть на уборке урожая» с вручением ордена Ленина и золотой медали «Серп и Молот» (№ 15164).
Избиралась депутатом Верховного Совета СССР 8-го созыва (1970—1974).
После выхода на пенсию проживала в Джалагашском районе. Умерла в январе 2009 года.
Награды
- Герой Социалистического Труда
- Орден Ленина
- Орден Трудового Красного Знамени (08.04.1971)